# Microregione di Colíder
Colíder è una microregione dello Stato del Mato Grosso appartenente alla mesoregione di Norte Mato-Grossense.

## Comuni
Comprende 8 comuni:
- Colíder
- Guarantã do Norte
- Matupá
- Nova Canaã do Norte
- Nova Guarita
- Novo Mundo
- Peixoto de Azevedo
- Terra Nova do Norte